# Манцу, Пио
Пио Манцу (итал. Pio Manzù), настоящее имя Пио Мандзони (Pio Manzoni; 2 марта 1939, Бергамо — 26 мая 1969, Брандиццо) — итальянский дизайнер.

## Биография
Пио Манцу родился в семье известного скульптора Джакомо Манцу. Обучался в знаменитой Ульмской школе дизайна, которую окончил в 1964 году. Был первым итальянцем, окончившим это учебное заведение. С 1967 года стал консультантом концерна Fiat, участвовал в создании внешнего вида автомобиля Fiat 127, показ которого руководству концерна был намечен на 8 часов утра 26 мая 1969 года, но Пио на него не попал.

Он был в Риме, в гостях у отца и на обратном пути остановился на ночь в семейном доме, расположенном высоко в лесистых горах около Бергамо. Стартовав рано утром на следующий день на своём 500-м, он спешил добраться до Центра стиля вовремя. Неизвестно, что именно произошло — возможно, внезапное недомогание, или он просто уснул, а может быть, пытался открыть люк на крыше во время движения — но Манцу потерял контроль над автомобилем. Его нашли мёртвым в машине, которая соскочила с дороги и перевернулась.
Оригинальный текст (англ.)He had been to Rome to visit his father and on his return stopped off at Bergamo, passing the night in the family home, high up in the wooded hills. Early the next morning he resumed the journey in his 500 to reach the Styling Centre on
time. Whatever the cause – whether some sudden ailment or sleepiness, or perhaps because he tried to open the sunhatch while the auto was moving, as it has been suggested – he lost control of the vehicle. He was found lifeless in the little auto, which had run off the road and overturned.

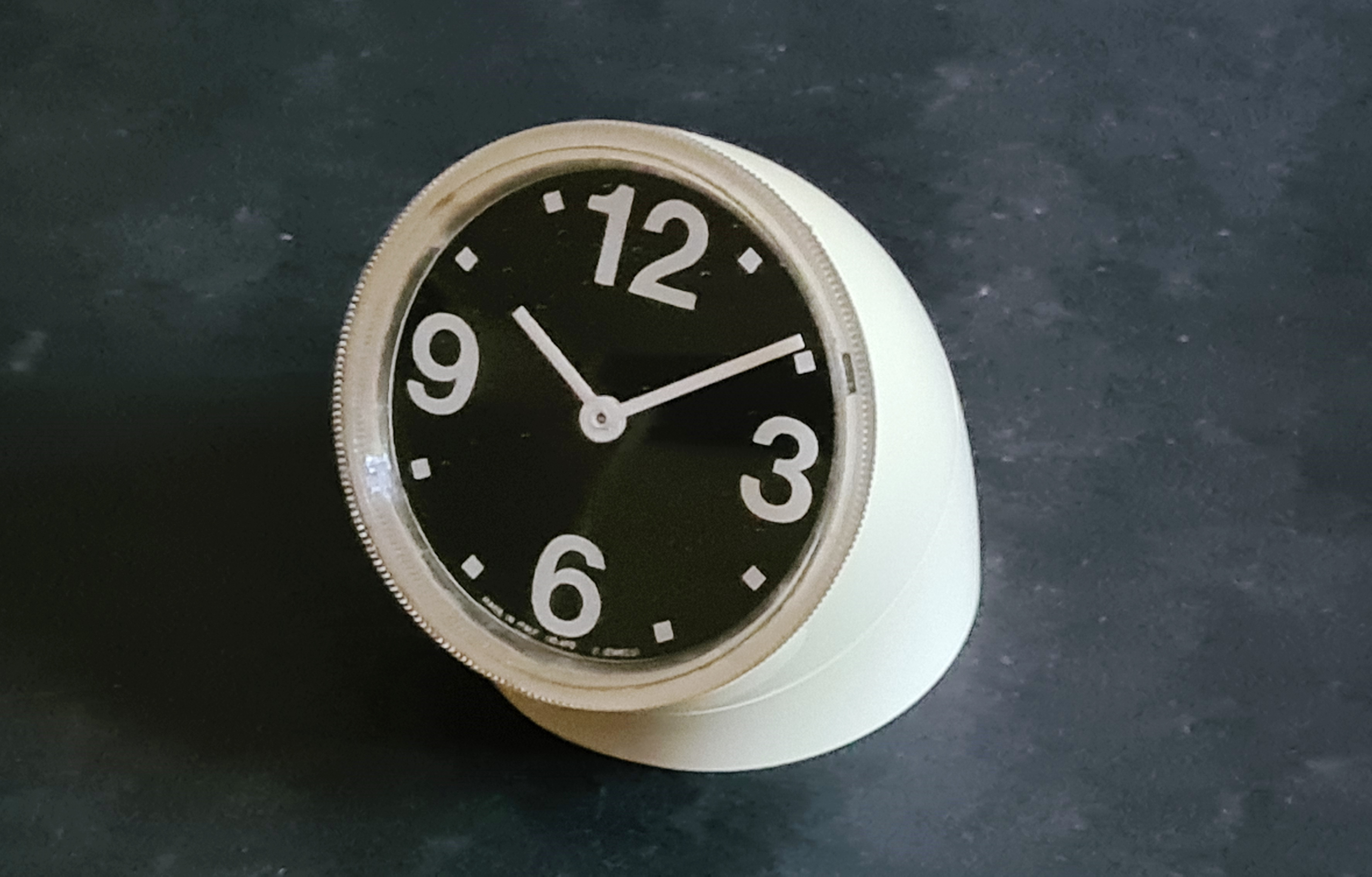
«Cronotime» (1966)

Помимо сотрудничества с автоконцерном знаменит своими настольными часами «Cronotime», которые были спроектированы в 1966 году в качестве подарка клиентам Fiat, а впоследствии, с 1988 года, стали производиться дизайнерской фирмой Alessi. Им в сотрудничестве с Акилле Кастильони был создан светильником «Parentesi» для фирмы Flos (запущен в производство в 1971 году). Манцу также известен своим «физиологическим креслом», которое первоначально было спроектировано для автомобиля, но запущено в производство как обычное кресло в 2011 году компанией Alias.